# Angelo Sismonda
Angelo Sismonda (Corneliano d'Alba, 20 agosto 1807 – Torino, 30 dicembre 1878) è stato un fisico e geologo italiano.

## Biografia
Il successo di Angelo ed Eugenio Sismonda è sicuramente dovuto al ruolo avuto nella fase preparatoria del traforo della galleria del Frejus.
Carlo Alberto di Savoia - estimatore di Angelo Sismonda - aveva espresso parere favorevole, certo che i suoi studi avrebbero consentito di procedere nell'opera in stato di sicurezza, e anche il Parlamento Subalpino, dopo qualche titubanza, approvò il progetto.
I lavori furono avviati nel 1857 e, invece dei 25 anni previsti, il traforo fu completato nel 1870, grazie anche all'accuratezza degli studi del geologo cornelianese. Alla festa d'inaugurazione i giornali commentarono: ”Gli studi di Sismonda resero trasparente la montagna“ e sicuramente fu un apprezzamento molto meritato.
Nel 1844 fu nominato socio dell'Accademia nazionale delle scienze. Nel 1861 venne nominato senatore e fra il 1861 e il 1863 partecipò alla Commissione per l'esame del progetto per il riordinamento dell'istruzione superiore.
Sismonda insegnò mineralogia fino alla sua morte: successore fu Giorgio Spezia, già suo assistente dal 1873.
Ad Angelo Sismonda è stata dedicata una via a Corneliano ed una nella città di Torino, oltre ad un minerale da lui individuato che è stato chiamato "sismondite" (Sismondite è oggi considerato un sinonimo di 
Cloritoide).